# Modele proporcjonalnego hazardu
Modele proporcjonalnego hazardu to gałąź statystycznej analizy przeżycia pozwalającej na przewidywanie czasu do wystąpienia jakiegoś zdarzenia, np. śmierci, znalezienia pracy lub awarii urządzenia.

## Założenie proporcjonalnego hazardu
Na potrzeby tego artykułu rozważmy modele przeżycia jako złożone z dwóch części:
- funkcja hazardu opisująca, w jaki sposób zmienia się w czasie ryzyko,
- parametry efektu opisujące zasady, na jakich funkcja hazardu zależy od innych czynników, takich jak np. wybór rodzaju terapii w medycynie.

Założenie proporcjonalnego hazardu (lub założenie proporcjonalności) postuluje, że parametry efektu wpływają na funkcję hazardu, po prostu mnożąc się przez nią. Na przykład jeśli dany lek zmniejszał hazard w chwili 0 dwukrotnie, w momentach 1, 2, ... także zmniejszy hazard dwukrotnie.

## Model proporcjonalnego hazardu Coxa
Sir David Cox zaobserwował, że jeśli spełnione jest założenie proporcjonalnego hazardu, to możliwa jest estymacja parametrów efektu bez jakichkolwiek założeń dotyczących funkcji hazardu. To podejście jest nazywane modelem proporcjonalnego hazardu Coxa, modelem Coxa lub po prostu modelem proporcjonalnego hazardu, choć istnieją też inne, opisane dalej.
Model ma postać:
{\displaystyle h(t,z_{1},z_{2},\dots ,z_{m})=h_{0}(t)\cdot e^{b_{1}z_{1}+b_{2}z_{2}+\dots +b_{m}z_{m}},}
gdzie:
- {\displaystyle t} – czas;
- {\displaystyle z_{1},z_{2},\dots ,z_{m}} – zmienne objaśniające;
- {\displaystyle b_{1},b_{2},\dots ,b_{m}} – parametry modelu;
- {\displaystyle h_{0}} – tzw. hazard bazowy przy założeniu, że wszystkie zmienne objaśniające są równe zero;
- {\displaystyle h} – wynikowy hazard.

Model można sprowadzić do postaci liniowej przez podzielenie obu stron przez {\displaystyle h_{0}(t)} i zlogarytmowanie:
{\displaystyle \ln {\frac {h(t,z_{1},z_{2},\dots ,z_{m})}{h_{0}(t)}}=b_{1}z_{1}+b_{2}z_{2}+\dots +b_{m}z_{m}.}
Termin model regresyjny Coxa (bez proporcjonalnego hazardu) jest czasem używany do opisu uogólnienia modelu Coxa w celu uwzględnienia czynników zależnych od czasu.

## Parametryczne modele proporcjonalnego hazardu
Istnieją również inne modele proporcjonalnego hazardu. Można na przykład przyjąć, że spełnione jest założenie proporcjonalnego hazardu, ale dodatkowo funkcja hazardu ma pewną z góry założoną postać. To tzw. parametryczne modele proporcjonalnego hazardu. Jednym z nich jest model proporcjonalnego hazardu Weibulla, który zakłada weibullowską postać funkcji hazardu. W modelu tym czasy przeżycia mają rozkład Weibulla. W odróżnieniu od nich model Coxa czasem nazywany jest półparametrycznym.

## Związek z modelami Poissona
Istnieje związek między modelami proporcjonalnego hazardu Coxa i modelami regresji Poissona. Jest on czasem używany do aproksymacji modeli proporcjonalnego hazardu w oprogramowaniu statystycznym, dzięki czemu obliczenia są znacznie szybsze, co ma znaczenie przy dużych zbiorach danych lub złożonych modelach. Podstawy matematyczne są zawarte np. w pracy Lairda i Oliviera (Journal of the American Statistical Association, 1981), którzy zauważają:

Nie zakładamy, że model Poisssona jest słuszny, my go po prostu używamy jako metody wyliczania prawdopodobieństwa